# Europeisk unionsrätt

Europeiska flaggan

Europeisk unionsrätt (EU-rätt), tidigare europeisk gemenskapsrätt (EG-rätt), är den rättsordning som Europeiska unionen grundar sig på. Den bygger på ett regelverk bestående av unionens fördrag och rättsakter som antagits av unionens institutioner, organ och byråer med fördragen som rättslig grund.
Unionsrätten är en självständig rättsordning som gäller i unionens medlemsstater vid sidan av de nationella rättsordningarna. Den skapar inte enbart skyldigheter mellan medlemsstaterna, utan ger i vissa fall även upphov till individuella rättigheter för enskilda som det åligger de nationella domstolarna att skydda. Delar av unionsrätten har därför direkt effekt och kan åberopas inför en nationell domstol likt en nationell lag, även utan att bestämmelserna har införlivats i den nationella rättsordningen. I enlighet med företrädesprincipen äger unionsrätten företräde framför nationell rätt om en bestämmelse i den nationella lagstiftningen skulle visa sig vara oförenlig med den.
För att säkerställa att unionsrätten tillämpas korrekt och tolkas enhetligt i alla medlemsstater tolkar EU-domstolen unionsrätten på begäran av de nationella domstolarna genom att meddela förhandsavgöranden. Europeiska kommissionen kan även inleda ett överträdelseförfarande mot en medlemsstat som inte anses uppfylla sina skyldigheter enligt unionsrätten, med möjlighet att väcka talan om fördragsbrott vid EU-domstolen.
Genom Lissabonfördraget, som trädde i kraft den 1 december 2009, blev Europeiska unionen en juridisk person och ersatte Europeiska gemenskapen. Samtidigt ersattes ”gemenskapsrätten” av ”unionsrätten” som begrepp.

## Historia
Unionsrättens historia sträcker sig tillbaka till 1950-talet, då Europeiska gemenskaperna upprättades. Gemenskapsrätten – unionsrättens dåvarande namn – utvecklades utifrån de rättsakter som antogs med gemenskapernas fördrag som rättslig grund. EG-domstolen – EU-domstolens dåvarande namn – hade exklusiv behörighet att tolka denna rätt. En milstolpe i utvecklandet av gemenskapsrätten var EG-domstolens dom i målet Van Gend & Loos mot Nederländerna den 5 februari 1963. Domstolen slog då fast att gemenskapsrätten inte enbart skapar skyldigheter mellan medlemsstaterna, utan ger i vissa fall även upphov till ”individuella rättigheter för enskilda som det åligger de nationella domstolarna att skydda”. Vidare slog EG-domstolen fast att gemenskapsrätten utgör ”en ny rättsordning inom folkrätten till vars förmån staterna, låt vara på begränsade områden, har inskränkt sina suveräna rättigheter och som inte enbart medlemsstaterna utan även dessas medborgare lyder under”. Genom domen fastställdes principen om direkt effekt, som innebär att en bestämmelse i unionsrätten i vissa fall kan åberopas av enskilda inför en nationell domstol likt en nationell lag, även utan att den har införlivats i den nationella rättsordningen. Under 1964 fastställde EG-domstolen även företrädesprincipen, vilket var en annan milstolpe i utvecklandet av gemenskapsrätten.
EG-domstolens rättspraxis har senare utvecklats genom en mängd olika mål. Samtidigt har det europeiska samarbetet och därigenom gemenskapsrätten utvecklats genom antagandet av nya fördrag. Genom Maastrichtfördraget, som trädde i kraft den 1 november 1993, upprättades Europeiska unionen med en pelarstruktur bestående av Europeiska gemenskaperna, den gemensamma utrikes- och säkerhetspolitiken samt rättsliga och inrikes frågor. EG-domstolens behörighet var i princip begränsad till den första pelaren. Genom Lissabonfördraget, som trädde i kraft den 1 december 2009, avskaffades dock pelarstrukturen och en enhetlig struktur bildades med unionen som en juridisk person. Samtidigt bytte ”gemenskapsrätten” namn till ”unionsrätten” och ”EG-domstolen” namn till ”EU-domstolen”.

## Principen om tilldelade befogenheter och andra konstitutionella principer
Unionsrätten är avgränsad till de områden där unionen har getts befogenhet av sina medlemsstater att vidta åtgärder, till exempel lagstifta. Enligt principen om tilldelade befogenheter får unionen vidta åtgärder endast inom sina befogenhetsområden; varje befogenhet som inte har tilldelats unionen enligt dess fördrag tillhör medlemsstaterna. Inom vissa områden har unionen exklusiva befogenheter, medan den inom andra områden har delade eller stödjande befogenheter. Varje rättsakt som antas måste ha en giltig rättslig grund i fördragen; annars kan den ogiltigförklaras av EU-domstolen genom en talan om ogiltigförklaring.
Utövandet av unionens befogenheter styrs av subsidiaritets- och proportionalitetsprinciperna. Subsidiaritetsprincipen innebär att unionen inom sina icke-exklusiva befogenhetsområden endast får vidta åtgärder om målen för dem inte i tillräcklig utsträckning kan uppnås av medlemsstaterna, på nationell, regional eller lokal nivå, och därför bättre kan uppnås på europeisk nivå. De nationella parlamenten kontrollerar att subsidiaritetsprincipen följs genom ett särskilt förfarande för subsidiaritetsprövning. Proportionalitetsprincipen innebär att unionens åtgärder inte får gå utöver vad som är nödvändigt för att nå målen i fördragen.

### Befogenhetsområden
Unionens befogenhetsområden är uppdelade i tre befogenhetskategorier: exklusiva befogenheter, delade befogenheter och stödjande befogenheter. Varje befogenhetskategori kännetecknas av olika långtgående befogenheter för unionen och dess medlemsstater. Unionens befogenheter kan endast ändras genom att unionens fördrag ändras i enlighet med det ordinarie ändringsförfarandet, vilket kräver ett sammankallande av ett konvent och därefter en regeringskonferens för att utarbeta en fördragsändring. Fördragsändringen måste sedan ratificeras av alla medlemsstater i enlighet med deras respektive konstitutionella bestämmelser innan den kan träda i kraft.
Exklusiva befogenheter är de mest långtgående befogenheterna som unionen kan tilldelas. Inom de befogenhetsområden där unionen har exklusiva befogenheter får endast unionen lagstifta och anta rättsligt bindande akter medan medlemsstaterna får göra detta själva endast efter bemyndigande av unionen eller för att genomföra unionens akter.
Delade befogenheter innebär att både unionen och dess medlemsstater har befogenhet att lagstifta och anta rättsligt bindande akter. Medlemsstaterna får dock utöva sin befogenhet endast i den mån som unionen inte redan har utövat sin befogenhet. Medlemsstaterna får på nytt utöva sin befogenhet om unionen beslutar att inte längre utöva sin befogenhet. Inom vissa befogenhetsområden har unionen dock möjlighet att lagstifta och anta rättsligt bindande akter, utan att det hindrar medlemsstaterna från att utöva sina befogenheter. Dessutom har unionen befogenhet att samordna medlemsstaternas politik inom vissa områden. Unionen har även befogenhet att fastställa och genomföra en gemensam utrikes- och säkerhetspolitik, inbegripet den gradvisa utformningen av en gemensam försvarspolitik.
Stödjande befogenheter är de mest begränsade befogenheterna som unionen kan tilldelas. Inom de befogenhetsområden där unionen har stödjande befogenheter får unionen vidta åtgärder för att stödja, samordna eller komplettera medlemsstaternas åtgärder, dock utan att ersätta medlemsstaternas befogenheter på dessa områden. De rättsligt bindande akter som unionen antar inom dessa befogenhetsområden får inte omfatta någon harmonisering av medlemsstaternas lagar och andra författningar.
| Exklusiva befogenheter |

| Endast unionen får lagstifta och anta rättsligt bindande akter. |
| - Tullunionen - Fastställandet av de konkurrensregler som är nödvändiga för den inre marknadens funktion - Den monetära politiken för de medlemsstater som har euron som valuta - Bevarandet av havets biologiska resurser inom ramen för den gemensamma fiskeripolitiken - Den gemensamma handelspolitiken - Vissa internationella avtal |

| Delade befogenheter |

| Medlemsstaterna får utöva sina befogenheter i den mån som unionen inte redan har utövat sin. | Unionen kan utöva sin befogenhet, men det får inte hindra medlemsstaterna från att utöva sina.                                                                                 |
| - Inre marknaden - Socialpolitik, i fråga om aspekter som anges i fördraget - Ekonomisk, social och territoriell sammanhållning - Jordbruk och fiskeri, med undantag av bevarandet av havets biologiska resurser - Miljö - Konsumentskydd - Transport - Transeuropeiska nät - Energi - Området med frihet, säkerhet och rättvisa - Gemensamma angelägenheter i fråga om säkerhet när det gäller de aspekter på folkhälsa som anges i fördraget - Varje annan befogenhet som unionen tilldelats och som varken är exklusiv eller stödjande, till exempel skydd av personuppgifter | - Forskning, teknisk utveckling och rymden - Utvecklingssamarbete och humanitärt bistånd                                                                                       |
| - Inre marknaden - Socialpolitik, i fråga om aspekter som anges i fördraget - Ekonomisk, social och territoriell sammanhållning - Jordbruk och fiskeri, med undantag av bevarandet av havets biologiska resurser - Miljö - Konsumentskydd - Transport - Transeuropeiska nät - Energi - Området med frihet, säkerhet och rättvisa - Gemensamma angelägenheter i fråga om säkerhet när det gäller de aspekter på folkhälsa som anges i fördraget - Varje annan befogenhet som unionen tilldelats och som varken är exklusiv eller stödjande, till exempel skydd av personuppgifter | Medlemsstaterna ska samordna sin politik inom unionen. |
| - Inre marknaden - Socialpolitik, i fråga om aspekter som anges i fördraget - Ekonomisk, social och territoriell sammanhållning - Jordbruk och fiskeri, med undantag av bevarandet av havets biologiska resurser - Miljö - Konsumentskydd - Transport - Transeuropeiska nät - Energi - Området med frihet, säkerhet och rättvisa - Gemensamma angelägenheter i fråga om säkerhet när det gäller de aspekter på folkhälsa som anges i fördraget - Varje annan befogenhet som unionen tilldelats och som varken är exklusiv eller stödjande, till exempel skydd av personuppgifter | - Ekonomisk politik - Sysselsättningspolitik - Socialpolitik - Gemensamma utrikes- och säkerhetspolitiken, inbegripet den gradvisa utformningen av en gemensam försvarspolitik |

| Stödjande befogenheter |

| Unionen kan stödja, samordna eller komplettera medlemsstaternas åtgärder, dock utan att ersätta deras befogenheter.                                                          |
| - Skydd för och förbättring av människors hälsa - Industri - Kultur - Turism - Utbildning, yrkesutbildning, ungdomsfrågor och idrott - Civilskydd - Administrativt samarbete |
| Antagna rättsakter får inte omfatta någon harmonisering av nationell rätt.                                                                                                   |

## Rättskällor
I likhet med medlemsstaternas nationella rättsordningar bygger unionsrätten på olika rättskällor utifrån en normhierarki. Högst upp i hierarkin finns den så kallade primärrätten, som huvudsakligen består av unionens fördrag. Den utgör en sorts konstitution för unionen och är överordnad andra rättskällor inom unionsrätten. Under primärrätten finns internationella avtal som unionen är part i. Dessa är i sin tur överordnade den så kallade sekundärrätten, som består av rättsakter som unionens institutioner, organ och byråer har antagit med fördragen som rättslig grund. Även EU-domstolens rättspraxis utgör en rättskälla inom unionsrätten. Förarbeten och doktriner kan också utgöra rättskällor, även om sådana rättskällor har en avsevärt mindre betydelse inom unionsrätten än i vissa nationella rättsordningar.
Därutöver finns ett antal konventioner och andra mellanstatliga avtal, däribland K.3-konventionerna, som ingåtts mellan medlemsstaterna genom unionen och som är tätt förknippade med unionsrätten, men som inte är en integrerad del av den. Dessa ingår dock i unionens regelverk som en del av de akter som nya medlemsstater måste ansluta sig till för att bli medlemmar i unionen.

### Fördrag och protokoll
Unionens fördrag och därtill fogade protokoll utgör grunden för unionsrätten – den så kallade primärrätten – och är överordnade andra rättskällor inom unionsrätten. Utöver fördragen innefattar primärrätten vissa allmänna principer som EU-domstolen har slagit fast, exempelvis utifrån medlemsstaternas gemensamma konstitutionella traditioner, samt unionens stadga om de grundläggande rättigheterna.
Unionen har två grundfördrag: fördraget om Europeiska unionen och fördraget om Europeiska unionens funktionssätt. Dessa reglerar bland annat unionens befogenhetsområden, institutionernas funktionssätt och övergripande bestämmelser om unionens politik. Därtill finns ännu ett grundfördrag – fördraget om upprättandet av Europeiska atomenergigemenskapen – som reglerar motsvarande bestämmelser för Europeiska atomenergigemenskapen, som formellt utgör en separat organisation, men som styrs av samma institutioner som Europeiska unionen. Till dessa fördrag finns en rad protokoll fogade som reglerar vissa specifika bestämmelser. Därutöver finns även anslutnings- och utträdesfördrag som reglerar villkoren för medlemsstaters anslutning till respektive utträde ur unionen. Dessa innefattar framför allt olika typer av övergångsbestämmelser.
Grundfördragen har ändrats genom olika ändrings- och tilläggsfördrag, varav Lissabonfördraget är det senaste. Fördragen kan endast ändras genom särskilda ändringsförfaranden. I de flesta fall måste en fördragsändring ratificeras av alla medlemsstater i enlighet med deras respektive konstitutionella bestämmelser innan den kan träda i kraft. I vissa specifika fall kan Europeiska rådet dock anta ett beslut om ändring av fördragen genom särskilda övergångsklausuler. Även stadgorna för EU-domstolen, Europeiska centralbanken och Europeiska investeringsbanken, som är fogade i form av protokoll till fördragen, kan helt eller delvis ändras genom vanliga rättsakter.

#### Allmänna principer och grundläggande rättigheter

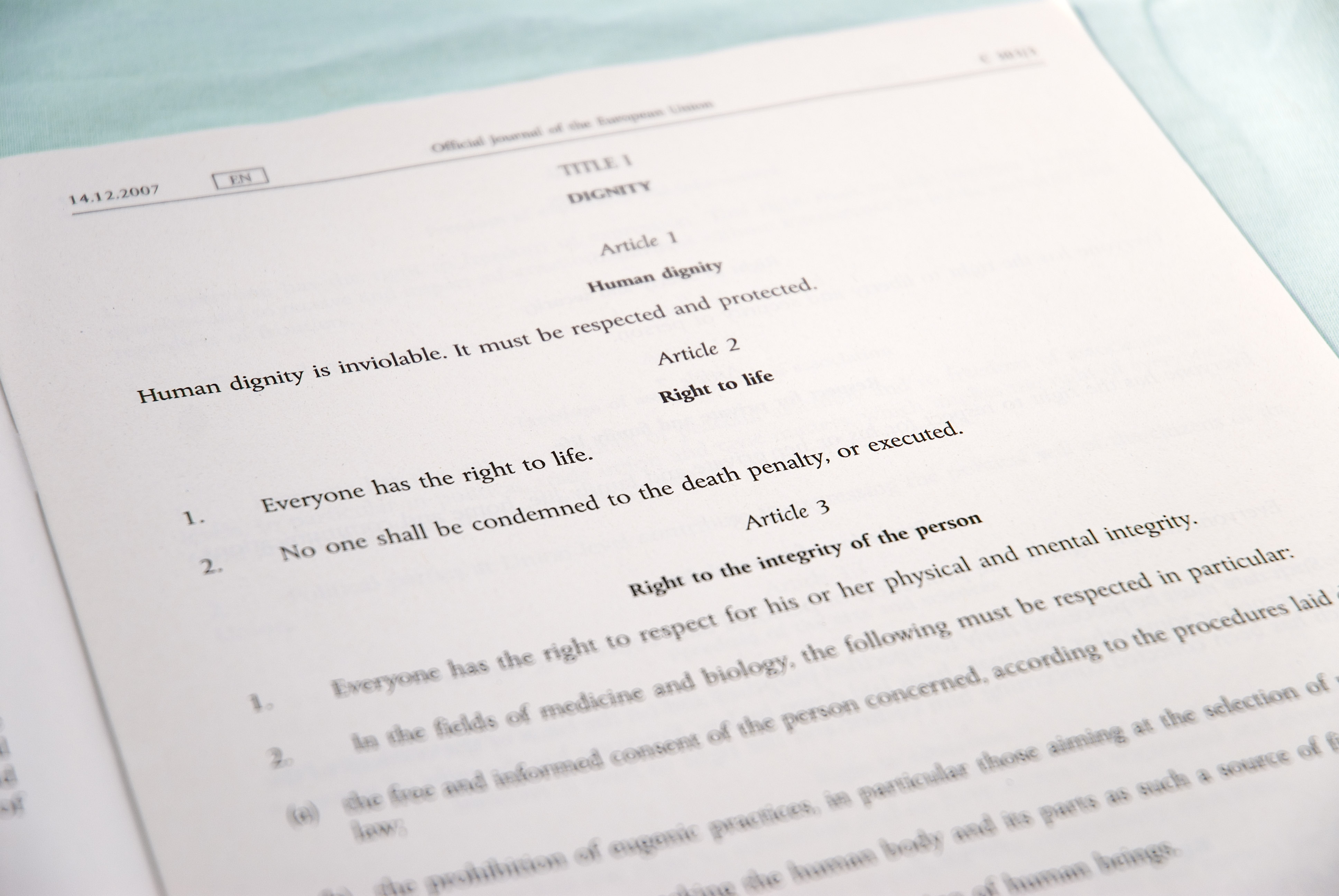
De inledande artiklarna i stadgan om de grundläggande rättigheterna.

Enligt EU-domstolens rättspraxis måste primärrätten kompletteras av allmänna principer som ligger till grund för hur fördragen ska tolkas och tillämpas. Dessa allmänna principer räknas normalt som en del av primärrätten, men också som en del av subsidiärrätten, alltså den rätt som härrör från EU-domstolens rättspraxis och som syftar till att klargöra eventuella oklarheter som uppstår vid tolkningen av primär- och sekundärrätten. Det saknas en fullständig lista över de allmänna principerna; dessa fastställs allteftersom EU-domstolen tolkar unionsrätten i konkreta fall. Hittills har dock domstolen slagit fast att bland annat följande principer ingår som allmänna principer i unionsrätten: proportionalitetsprincipen, mänskliga rättigheter, rättssäkerhet, principen om berättigade förväntningar, jämlikhet, försiktighetsprincipen och processuell rättvisa. Även ömsesidigt erkännande utgör en allmän princip av stor vikt för framför allt den inre marknaden och området med frihet, säkerhet och rättvisa. Andra allmänna principer, särskilt subsidiaritetsprincipen, har tillkommit först när de uttryckligen har inkluderats i unionens fördrag.
De allmänna principerna härrör vanligtvis från rättskällor utanför unionsrätten: medlemsstaternas gemensamma konstitutionella traditioner, internationella avtal som unionen eller medlemsstaterna har ingått (särskilt Europakonventionen) och andra bestämmelser i folkrätten. En del av de allmänna principerna har varit delvis kodifierade eller kodifierats i ett senare skede genom fördragsändringar. Till exempel kodifierades de mänskliga rättigheterna genom stadgan om de grundläggande rättigheterna, som blev rättsligt bindande och en del av primärrätten genom Lissabonfördraget den 1 december 2009. De allmänna principerna har sedan dess spelat en mindre roll i EU-domstolens rättspraxis än tidigare.
Genom Lissabonfördraget blev det möjligt för unionen att ansluta sig till Europakonventionen, men en sådan anslutning har ännu inte genomförts.

### Internationella avtal
Internationella avtal som Europeiska unionen eller dess föregångare har ingått med tredjeland, en grupp av tredjeländer eller internationella organisationer ingår också som en rättskälla i unionsrätten. Unionen kan ingå sådana internationella avtal antingen på egen hand inom sina exklusiva befogenhetsområden, eller tillsammans med medlemsstaterna inom de delade befogenhetsområdena, så kallade ”blandade avtal”.
De internationella avtalen blir rättsligt bindande för både medlemsstaterna och institutionerna genom att de godkänns i enlighet med de förfaranden som fastställs i fördragen. Följaktligen äger de internationella avtalen företräde framför rättsakter som antagits av unionens institutioner, organ eller byråer, men är underordnade primärrätten.

### Rättsakter
Med fördragen som rättslig grund kan unionens institutioner, organ och byråer anta rättsakter. Rättsakterna utgör sekundärrätten, en viktig del av unionsrätten som är underordnad primärrätten och de internationella avtalen. Det finns fem typer av typiska rättsakter: förordningar, direktiv, beslut, rekommendationer och yttranden. Därutöver förekommer även atypiska rättsakter, till exempel slutsatser, resolutioner och riktlinjer. Innan Lissabonfördraget trädde i kraft den 1 december 2009 kunde även andra typer av rättsakter antas inom de mellanstatliga pelarna (den gemensamma utrikes- och säkerhetspolitiken och polissamarbete och straffrättsligt samarbete), däribland rambeslut. Även om sådana rättsakter inte längre kan antas består rättsverkan för tidigare antagna rättsakter till dess att de upphävs eller ersätts.
Varje typ av rättsakt har sin egen rättsliga form. Förordningar, direktiv och beslut är bindande rättsakter, medan rekommendationer och yttranden är icke-bindande rättsakter. Vilken typ av rättsakt som används i ett enskilt fall avgörs av den rättsliga grunden i fördragen och proportionalitetsprincipen. Om en bindande rättsakt antas i enlighet med ett lagstiftningsförfarande utgör den en ”lagstiftningsakt” och är överordnad andra rättsakter, ”icke-lagstiftningsakter”, däribland delegerade akter och genomförandeakter. De sistnämnda rättsakterna, som antas med andra rättsakter som rättslig grund, benämns ibland som tertiärrätt. I enlighet med fördragens bestämmelser kan unionens institutioner även ingå interinstitutionella avtal. Dessa avtal kan vara rättsligt bindande för de ingående institutionerna och reglera olika arrangemang för hur de ska samordna sitt arbete. De saknar däremot allmän giltighet.

### Rättspraxis
Utöver primär- och sekundärrätten innefattar unionsrätten rättspraxis som EU-domstolen har fastställt genom sina domar. Rättspraxisen avgör hur unionsrätten ska tolkas och tillämpas. Flera viktiga principer har utvecklats på detta sätt, däribland principerna om direkt effekt och indirekt effekt, företrädesprincipen och Francovichprincipen. Genom rättspraxis har EU-domstolen även slagit fast allmänna principer inom unionsrätten som utgör en del av primärrätten vid sidan av de principer som finns uttryckligen omnämnda i unionens fördrag och i stadgan om de grundläggande rättigheterna.

### Andra rättskällor som ingår i unionens regelverk
Utöver unionsrättens rättskällor finns även andra akter som ingår i det regelverk som varje ny medlemsstat måste godta. Dessa akter består av mellanstatliga avtal som antagits av unionens medlemsstater och som har samband med unionsrätten, däribland:
- Beslut, resolutioner och andra akter som antagits av medlemsstaternas företrädare i Europeiska rådet eller Europeiska unionens råd
- K.3-konventioner som antagits med hänvisning till den tidigare bestämmelsen K.3 i Maastrichtfördraget i frågor som rör rättsliga och inrikes frågor
- Konventioner som antagits med rättslig grund i artikel 220 i det ursprungliga Romfördraget

Historiskt har bland annat Schengenregelverket och Dublinkonventionen antagits utanför unionens ramar och först senare införlivats och blivit en del av unionsrätten. Anledningen har typiskt varit antingen att en eller flera medlemsstater har blockerat antagandet av en viss rättsakt inom unionens ramar eller att unionen har fått befogenhet att anta rättsakter på det berörda området först genom en senare fördragsändring.
Flera mellanstatliga fördrag har nära kopplingar till unionsrätten utan att utgöra varken en del av unionsrätten eller unionens regelverk, däribland fördraget om inrättande av Europeiska stabilitetsmekanismen, fördraget om stabilitet, samordning och styrning, avtalet om överföring av och ömsesidighet för bidrag till den gemensamma resolutionsfonden samt avtalet om en enhetlig patentdomstol.

## Genomförande
Stora delar av unionsrätten kräver att olika typer av genomförandeåtgärder vidtas innan bestämmelserna kan bli fullt tillämpliga, till exempel i form av lagändringar på nationell nivå. Det är i första hand unionens medlemsstater som ansvarar för att genomföra de bindande rättsakterna. I vissa fall kan det dock krävas genomförandeåtgärder på europeisk nivå, och Europaparlamentet och Europeiska unionens råd kan därför genom en rättsakt ge Europeiska kommissionen sådana befogenheter. I vissa fall kan även rådet tilldelas genomförandebefogenheter.

### Principen om lojalt samarbete
Enligt principen om lojalt samarbete, som regleras av fördraget om Europeiska unionen, ska unionen och medlemsstaterna ”respektera och bistå varandra när de fullgör de uppgifter som följer av fördragen”. Medlemsstaterna måste i synnerhet vidta alla lämpliga åtgärder för att säkerställa att de skyldigheter som följer av unionsrätten fullgörs. Det innefattar bland annat att vidta alla nationella genomförandeåtgärder som är nödvändiga för att genomföra unionsrätten, men också att avstå från ”varje åtgärd som kan äventyra fullgörandet av unionens mål”. Med medlemsstat innefattas inte enbart ansvariga regeringsorgan, utan alla delar av det offentliga, även domstolar och lokala eller regionala myndigheter.

### Direkt tillämplighet och införlivande av direktiv
Vilka genomförandeåtgärder som behöver vidtas beror på typen av rättsakt och dess bestämmelser. En förordning är direkt tillämplig och får således rättsverkan samtidigt och enhetligt inom hela Europeiska unionen när den träder i kraft. För att genomföra en förordning behöver medlemsstaterna därför inte vidta några genomförandeåtgärder. Däremot kan en förordning kräva att medlemsstaterna antar vissa kompletterande bestämmelser för att anpassa den nationella lagstiftningen, till exempel för att fastställa vilken nationell myndighet som är ansvarig för dess tillämpning.
I motsats till en förordning saknar ett direktiv direkt tillämplighet och kräver istället att medlemsstaterna vidtar nationella genomförandeåtgärder – till exempel lagändringar – för att införliva det i den nationella rättsordningen. Varje direktiv fastställer den tidsfrist inom vilken medlemsstaterna måste ha vidtagit alla nödvändiga genomförandeåtgärder. I regel är denna tidsfrist mellan sex månader och två år.

## Tolkning och tillämpning
En grundläggande princip inom unionsrätten är att den ska tolkas och tillämpas enhetligt (konformt) inom hela unionen. Syftet är att säkerställa likhet inför lagen och bland annat undvika snedvriden konkurrens på den inre marknaden eller rättsliga kryphål som kan utnyttjas. Unionsrätten är därför en självständig rättsordning, vars begrepp ska ges en autonom och enhetlig tolkning, oberoende av hur de definieras i en viss nationell rättsordning, såvida inte unionsrätten uttryckligen hänvisar till nationell lagstiftning.
Enligt unionens fördrag finns det huvudsakligen två mekanismer för att säkerställa en enhetlig tillämpning av unionsrätten. För det första tillämpas unionsrätten direkt av de nationella domstolarna. För att undvika att domstolarna utvecklar inhemska rättspraxis på ett sätt som strider mot unionsrätten tolkar EU-domstolen unionsrätten på begäran av de nationella domstolarna när så är nödvändigt. För det andra har Europeiska kommissionen till uppgift att övervaka medlemsstaternas tillämpning av unionsrätten. Kommissionen kan inleda ett överträdelseförfarande mot en medlemsstat som inte anses uppfylla sina skyldigheter enligt unionsrätten, med möjlighet att väcka talan om fördragsbrott vid EU-domstolen.
Medlemsstaterna har förbundit sig att inte lösa tvister som rör tolkningen eller tillämpningen av unionsrätten på andra sätt än de som regleras av fördragen.

### Upprätthållande av unionsrätten av de nationella domstolarna
Alla nationella domstolar och även gemensamma domstolar inrättade av medlemsstaterna fungerar som allmänna domstolar för unionsrätten. De måste tillämpa alla delar av unionsrätten i den utsträckning bestämmelserna är tillämpliga i ett mål.

#### Förhandsavgöranden
För att säkerställa att unionsrätten tillämpas korrekt och tolkas enhetligt i alla medlemsstater tolkar EU-domstolen unionsrätten på begäran av de nationella domstolarna genom att meddela förhandsavgöranden. Ett förhandsavgörande kan till exempel röra tolkningen av unionens fördrag eller giltigheten och tolkningen av rättsakter som antagits av unionens institutioner, organ eller byråer. Genom förfarandet med förhandsavgöranden motverkas att inhemska rättspraxis utvecklas på ett sätt som strider mot unionsrätten. De nationella domstolarna kan, och i vissa fall måste, begära ett förhandsavgörande från EU-domstolen i mål där unionsrätten är tillämplig. Ett förhandsavgörande är en slutgiltig tolkning av unionsrätten och kan inte överklagas. Det är rättsligt bindande för den hänskjutande domstolen och alla andra nationella domstolar där en likalydande fråga uppkommer i ett mål.

#### Direkt effekt och företrädesprincipen
Genom sin rättspraxis har EU-domstolen fastställt en rad banbrytande – och ibland kontroversiella – principer för unionsrätten, däribland principen om direkt effekt som innebär att delar av unionsrätten kan åberopas av enskilda inför en nationell domstol likt en nationell lag, även utan att bestämmelserna har införlivats i den nationella rättsordningen. I de fall en rättsakt saknar direkt effekt kan den fortfarande ha indirekt effekt. Vidare har domstolen fastställt företrädesprincipen, som innebär att unionsrätten äger företräde framför nationell rätt om en bestämmelse i den nationella lagstiftningen skulle visa sig vara oförenlig med den.

### Mekanismer när en medlemsstat bryter mot unionsrätten
Det finns flera olika typer av åtgärder som kan vidtas när en medlemsstat bryter mot unionsrätten. Ett överträdelseförfarande kan inledas av kommissionen om en medlemsstat inte anses uppfylla sina skyldigheter enligt unionsrätten. En medlemsstat som åsidosätter unionens grundläggande värden kan bli föremål för ett artikel 7-förfarande. Därutöver finns andra instrument, däribland indragna medel från unionens budget, som kan vidtas mot en medlemsstat som på ett eller annat sätt bryter mot unionsrätten.
Personer som rapporterar överträdelser av unionsrätten omfattas av skydd på nationell nivå i enlighet med ett särskilt direktiv som antogs av Europaparlamentet och Europeiska unionens råd den 23 oktober 2019.

#### Överträdelseförfarande
Europeiska kommissionen ansvarar för att säkerställa att medlemsstaterna uppfyller sina åtaganden enligt unionens fördrag, i synnerhet vad gäller deras skyldigheter att införliva alla tillämpliga direktiv i den nationella lagstiftningen. Om en medlemsstat inte anses uppfylla sina skyldigheter enligt unionens fördrag, kan kommissionen inleda ett överträdelseförfarande där medlemsstatens fördragsbrott utreds och landet får möjlighet att vidta nödvändiga åtgärder, såsom att ändra sin lagstiftning. Om medlemsstaten inte vidtar tillräckliga åtgärder, kan kommissionen väcka talan om fördragsbrott vid EU-domstolen. Domstolens domar är rättsligt bindande för såväl medlemsstaterna som unionens institutioner. Den kan utdöma ett standardbelopp eller vite mot en medlemsstat som inte rättar sig efter en dom.

#### Artikel 7-förfarande
Ett artikel 7-förfarande är ett förfarande som kan inledas mot en medlemsstat som ”allvarligt åsidosätter” unionens grundläggande värden (däribland demokrati, rättsstatens principer och mänskliga rättigheter). Genom förfarandet kan övriga medlemsstater tillfälligt upphäva vissa av de rättigheter som den berörda medlemsstaten har till följd av sitt medlemskap i unionen, inbegripet rösträtten i Europeiska unionens råd. Det finns dock ingen möjlighet att helt utesluta en medlemsstat. Samtliga skyldigheter enligt unionens fördrag fortsätter under alla omständigheter att vara rättsligt bindande för en medlemsstat som är föremål för ett artikel 7-förfarande.

#### Andra typer av skyddsklausuler
För att skydda unionsrätten mot missbruk av olika slag finns det flera olika typer av skyddsklausuler, utöver överträdelseförfaranden och artikel 7-förfarandet. För nya medlemsstater har det funnits en tillfällig skyddsklausul – mekanismen för samarbete och kontroll – som kan aktiveras om en medlemsstat till exempel inte kan tillgodose kraven på bekämpning av korruption och organiserad brottslighet. En sådan mekanism var i kraft för Bulgarien och Rumänien 2007–2023. Under 2010- och 2020-talen har den europeiska rättsstatsmekanismen och ramen för rättsstatsprincipen utvecklats för att granska alla medlemsstaters upprätthållande av rättsstatens principer.
Sedan 2021 finns även en generell villkorlighetsordning för skydd av unionsbudgeten, som syftar till att skydda medel från unionens budget mot bland annat korruption och oegentligheter.

## Unionsmedborgarskapet
Genom Maastrichtfördraget, som trädde i kraft den 1 november 1993, inrättades ett unionsmedborgarskap som tillkommer varje person som är medborgare i någon av medlemsstaterna inom Europeiska unionen. Medborgarskapet spelar en central roll i unionsrätten eftersom ett antal rättigheter har knutits till det genom stadgan om de grundläggande rättigheterna och unionens grundfördrag. Unionsmedborgare har rätt att fritt röra sig och uppehålla sig inom unionen i enlighet med rörlighetsdirektivets bestämmelser. De har även rätt att till exempel rösta och kandidera vid val till Europaparlamentet och kommunala val i den medlemsstat som de är bosatta i, på samma villkor som de egna medborgarna i den medlemsstaten. EU-domstolen har tolkat fördragen som att unionsmedborgarskapet är ämnat att vara den grundläggande statusen för medlemsstaternas medborgare som säkerställer att de alla behandlas på samma sätt oavsett nationalitet (utom i de undantagsfall som unionsrätten tillåter). Vidare har domstolen gjort tolkningen att de rättigheter som tillkommer unionsmedborgare enligt fördragen i vissa fall kan ha direkt effekt, det vill säga de kan åberopas av enskilda inför en nationell domstol likt en nationell lag, även utan att de är genomförda genom rättsakter eller i nationell lagstiftning.
Unionsmedborgarskapet kompletterar, och ersätter inte, de nationella medborgarskapen. Enda sättet att få unionsmedborgarskap är genom att söka ett nationellt medborgarskap i någon av medlemsstaterna. På samma sätt går det inte att avsäga sig det ena medborgarskapet utan att samtidigt avsäga sig det andra. Villkoren för att förvärva eller förlora ett nationellt medborgarskap är en nationell befogenhet och skiljer sig från medlemsstat till medlemsstat.
Genom EES-avtalet åtnjuter även medborgare från Island, Liechtenstein och Norge vissa av de rättigheter som tillkommer unionsmedborgare, i synnerhet rätten till fri rörlighet. Tillsammans med unionsmedborgare benämns dessa medborgare ibland som EES-medborgare. Även medborgare från Schweiz omfattas av vissa av bestämmelserna om fri rörlighet genom ett bilateralt avtal med unionen. Övriga medborgare i världen benämns vanligtvis som tredjelandsmedborgare i unionsrätten.

## Territoriellt tillämpningsområde
|  | Europeiska unionen |

|  | Stater som omfattas av EES-avtalet |

|  | Schweiz |

Enligt unionens fördrag är unionsrätten som huvudregel fullt tillämplig i alla medlemsstater. Det territoriella tillämpningsområdet innefattar således Belgien, Bulgarien, Cypern, Danmark, Estland, Finland, Frankrike, Grekland, Irland, Italien, Kroatien, Lettland, Litauen, Luxemburg, Malta, Nederländerna, Polen, Portugal, Rumänien, Slovakien, Slovenien, Spanien, Sverige, Tjeckien, Tyskland, Ungern och Österrike. Inom detta område gäller unionens fördrag, förordningar, direktiv, beslut och all annan unionsrätt fullt ut, och EU-domstolen ansvarar för tolkningen av denna rätt.
Vissa delar av unionsrätten är dock inte tillämpliga inom hela unionen. Eurosamarbetet omfattar bara euroområdet. Schengensamarbetet, de övriga fördjupade samarbetena samt det permanenta strukturerade samarbetet omfattar bara de deltagande medlemsstaterna. Slutligen omfattas nya medlemsstater av övergångsbestämmelser som gäller under en begränsad tid efter deras anslutning till unionen.
Därutöver finns undantagsklausuler i unionens fördrag som gör att delar av unionsrätten inte är tillämpliga i Danmark och Irland. Dessa undantagsklausuler återfinns i protokoll som är fogade till unionens fördrag och är ett resultat av förhandlingar mellan medlemsstaterna i samband med utarbetandet av unionens fördrag. Danmark och Irland har i olika sammanhang och av olika anledningar inte velat ingå i vissa samarbetsformer. Eftersom nya fördrag måste ratificeras av alla medlemsstater har de erhållit undantagsklausuler i utbyte mot att de har tillåtit övriga medlemsstater att fördjupa sitt samarbete inom unionens ramar.
I enlighet med Edinburghbeslutet omfattas Danmark av två undantagsklausuler som rör eurosamarbetet och området med frihet, säkerhet och rättvisa och som båda är ett resultat av förhandlingarna om Maastrichtfördraget i början av 1990-talet. Även Irland omfattas av två undantagsklausuler som rör området med frihet, säkerhet och rättvisa och Schengensamarbetet.

## Fördjupade samarbeten
I samband med införlivandet av Schengenregelverket inom Europeiska unionens ramar genom Amsterdamfördraget skapades en möjlighet för medlemsstaterna att inleda fördjupade samarbeten. Förfarandet innebär att minst nio av unionens medlemsstater integrerar eller samarbetar inom ett politikområde, utan att övriga medlemsstater måste delta. Det är utformat för att övervinna förlamningar i unionens institutionella arbete när ett lagförslag blockeras av en enskild medlemsstat eller en mindre grupp medlemsstater som inte vill bli en del av samarbetet. Fördjupade samarbeten kan upprättas inom alla icke-exklusiva befogenhetsområden. Enligt fördragen ska ett fördjupat samarbete vara en sista utväg för att nå mål som inte hela unionen kan uppnå inom rimlig tid. Ett fördjupat samarbete måste respektera fördragen och unionsrätten. Det får inte heller negativt påverka den inre marknaden eller den ekonomiska, sociala och territoriella sammanhållningen eller leda till diskriminering i handeln eller snedvridning av konkurrensen mellan medlemsstaterna. Därutöver måste de fördjupade samarbetena även respektera de icke-deltagande medlemsstaternas rättigheter och skyldigheter. På motsvarande sätt får inte dessa medlemsstater hindra de deltagande medlemsstaterna från att genomföra samarbetena.
Ett fördjupat samarbete utgör inte en integrerad del av unionens regelverk och behöver således inte godtas fullt ut av nya medlemsstater. Samtliga medlemsstater ska dock när som helst kunna ansluta sig till ett fördjupat samarbete om de uppfyller de villkor som krävs för att få delta. Alla medlemsstater har rätt att delta i rådets överläggningar när det behandlar ett fördjupat samarbete. Vid omröstningar är det dock endast de deltagande medlemsstaterna som har rösträtt.